# Грекур
Греку́р (фр. Greucourt) — коммуна во Франции, находится в регионе Франш-Конте. Департамент — Верхняя Сона. Входит в состав кантона Жи. Округ коммуны — Везуль.
Код INSEE коммуны — 70281.

## География
Коммуна расположена приблизительно в 300 км к юго-востоку от Парижа, в 35 км севернее Безансона, в 25 км к юго-западу от Везуля.
По территории коммуны протекает река Ромен.

## Население
Население коммуны на 2010 год составляло 89 человек.
| 1962 | 1968 | 1975 | 1982 | 1990 | 1999 | 2010 |
| ---- | ---- | ---- | ---- | ---- | ---- | ---- |
| 136  | 104  | 115  | 102  | 94   | 61   | 89   |

## Экономика

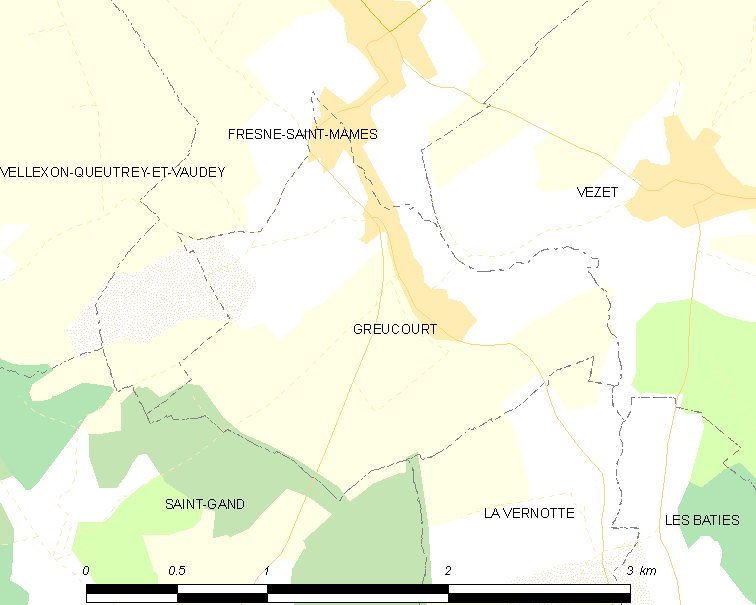
Карта коммуны

В 2010 году среди 47 человек трудоспособного возраста (15—64 лет) 36 были экономически активными, 11 — неактивными (показатель активности — 76,6 %, в 1999 году было 68,6 %). Из 36 активных жителей работали 30 человек (16 мужчин и 14 женщин), безработными было 6 (4 мужчины и 2 женщины). Среди 11 неактивных 4 человека были учениками или студентами, 3 — пенсионерами, 4 были неактивными по другим причинам.